# Hermes (Familienname)
Hermes ist ein deutscher Familienname.

## Namensträger
- Andreas Hermes (1878–1964), deutscher Politiker und Philosoph
- Bernhard Hermes (* 1945), deutscher Fußballspieler
- Caris Hermes (* 1991), deutsche Jazzmusikerin
- Christian Hermes (* 1970), deutscher Theologe und Dompfarrer
- Christian Wilhelm Hermes (1778–1850), deutscher Politiker, Senator in Wismar
- Conrad Ludwig Gallus Hermes (1728–1784), deutscher Bildhauer und Bildstockmeister
- Corinne Hermès (* 1961), französische Sängerin
- Eberhard Hermes (1921–2011), deutscher Klassischer Philologe und Daktiker
- Emil Hermes (1847–1911), deutscher Klassischer Philologe und Lehrer
- Erich Hermès (1881–1971), Schweizer Dekorationsmaler, Maler, Bildhauer, Grafiker und Plakatkünstler
- Gaius Oppius Hermes, antiker römischer Toreut
- Georg Hermes (Theologe) (1775–1831), deutscher Theologe und Philosoph
- Georg Hermes (Jurist) (* 1958), deutscher Rechtswissenschaftler und Hochschullehrer
- Gerhard Hermes (1909–1988), deutscher Pallottiner, Schriftleiter und Autor
- Gertrud Hermes (1872–1942), deutsche Pädagogin
- Gisela Hermes, (* 1958), deutsche Sozialpädagogin und ehemalige Behindertensportlerin
- Hans Hermes (1912–2003), deutscher Mathematiker
- Heriberto Hermes (Herbert John Hermes; 1933–2018), US-amerikanischer Ordensgeistlicher, Prälat von Cristalândia
- Hermann Daniel Hermes (1734–1807), deutscher Theologe
- Herr Hermes (Hans Szivatz; * 1974), österreichischer Moderator
- Hugo Hermes (1837–1915), deutscher Kaufmann und Politiker, MdR
- Johann August Hermes (1736–1822), deutscher Theologe und Geistlicher
- Johann Gustav Hermes (1846–1912), deutscher Mathematiker
- Johann Timotheus Hermes (1738–1821), deutscher Schriftsteller und Theologe
- Joke Hermes (* 1961), niederländische Medien-, Kommunikations- und Politikwissenschaftlerin
- Karin Hermes (* 1966), schweizerisch-deutsche Choreografin, Tänzerin und Tanzpädagogin
- Karl Heinrich Hermes (1800–1856), deutscher Journalist und Publizist
- Klaus Hermes (1932–2020), deutscher Maler und Grafiker
- Liesel Hermes (1945–2021), deutsche Anglistin und Hochschullehrerin
- Lucius Arrius Hermes, antiker römischer Toreut oder Händler
- Marina Hermes (* 1991), deutsche Fußballspielerin
- Niklas Hermes (* 1990), deutscher Popmusiker
- Oliver Hermes (* 1970), deutscher Manager
- Otto Hermes (Politiker) (1838–1910), deutscher Apotheker, Zoologe und Politiker, MdR
- Otto Hermes (Mediziner) (1864–1928), deutscher Chirurg
- Ottomar Hermes (1826–1893), deutscher Jurist und Kirchenpolitiker
- Peter Hermes (1922–2015), deutscher Diplomat
- Petra Hermes (* 1956), deutsche Juristin
- Richard Hermes (1880–1952), deutscher Verleger
- Rudolf Hermes (* 1941), deutscher Politiker (CDU)
- Tina Hermes (* 1982), deutsche Journalistin, Autorin und Fernsehmoderatorin
- Volker Hermes (* 1972), deutscher bildender Künstler
- Walther Hermes (1877–1935), deutscher Theologe